# CS-520
La CS-520 (Carretera Secundària 520) és una carretera de la Xarxa de Carreteres d'Andorra, que comunica Arinsal, a la CG-5, amb Comallempla i l'Estació de Vallnord. També és anomenada Carretera de la Comallempla.
Segons la codificació de carreteres d'Andorra aquesta carretera correspon a una Carretera Secundària, és a dir, aquelles carreteres què comuniquen una Carretera General amb un poble o zona. Concretament, en aquest cas, enllaça la CG-5 a l'altura d'Arinsal.
Aquesta carretera és d'ús local ja què només l'utilitzen los veïns de les poblacions que recorre.
La carretera té en total 4,5 quilòmetres de recorregut.

## Història, antiga CS-413
Fins a l'any 2007 aquesta carretera era anomenada com a CS-413, a partir d'aquest any es va reanomenar com a CS-520, lo nom actual. L'antiga CS-413 i l'actual CS-520 tenen lo mateix recorregut, l'únic que van canviar va ser lo nom.

### Pont Pedregat[3]
És un antic pont localitzat vora la carretera CS-520, hi destaca la seua antiguitat.

## Recorregut
- Arinsal (CG-5)
- Pont Pedregat
- Riu d'Arinsal
- Riu de Comallempla
- Comallempla[4]
- Estació de Vallnord

| Tipus de Sortida | Direcció de la sortida | Carretera que hi enllaça | Qm  |
| ---------------- | ---------------------- | ------------------------ | --- |
| CS-520           | Arinsal                | CG-5                     | 0   |
|                  | Pont Pedregat          |                          | 2   |
|                  | Comallempla            |                          | 4,5 |
|                  | Vallnord               |                          | 4,5 |